# Uplands
Uplands är en community i Storbritannien.   Den ligger i kommunen Swansea och riksdelen Wales, i den södra delen av landet, 270 km väster om huvudstaden London.
Uplands ligger strax väster om den centrala delen av staden Swansea.